# Гаус, Антон
Антон Иоганн Гаус (Хаус) (нем. Anton Johann Haus; 13 июня 1851, Толмин, Австрийская империя (ныне Словения) — 8 февраля 1917, Пула, Австро-Венгрия (ныне Хорватия)) — австро-венгерский военно-морской деятель, командующий Императорским и Королевским Военно-морским Флотом Австро-Венгрии, гросс-адмирал.

## Биография
Родился в словенскоговорящей семье. Окончил гимназию в Любляне. В 1869 году поступил в военно-морскую академию в Фиуме (ныне Риека в Хорватии) и 1 ноября 1869 года кадетом был зачислен на службу в Императорский и Королевский Военно-морской флот, которая продолжалась более 47 лет до самой смерти.
В 1873 году Гаус завершил обучение в академии и начал службу офицером флота. В 1886—1892 годах служил в Морской академии в качестве офицера-преподавателя. В 1891 году издал фундаментальный труд — учебник «Основы океанографии и морской метеорологии».
В 1892 году Антон Гаус принял участие в кругосветном плавании на корвете «Saida», проявив при этом свои лучшие качества, что способствовало в дальнейшем его быстрому продвижению по службе.
В 1900 году Гаус получил под свое командование корвет «Donau» и вскоре отправился в учебное плавание на Дальний Восток. Получил чин линиеншиффcкапитана (капитана 1 ранга).
В 1900—1901 годах, командуя броненосным крейсером «Kaiserin und Königin Maria Theresia» в составе военно-морских сил западных государств, участвовал в подавлении Боксёрского восстания в Китае. После подавления восстания оставался в Пекине до 1902 года.
1 ноября 1905 (3 декабря 1905?) ему был присвоен чин контр-адмирала, а 25 октября 1910 (1 ноября 1911?) — вице-адмирала.
С мая по октябрь 1907 года Антон Гаус, представляя Австро-Венгрию, принимал участие в Гаагской мирной конференции.
В 1912 году Гаус был назначен инспектором флота, а в феврале 1913 года сменил адмирала Монтекукколи на посту руководителя Морской секции Военного министерства Австро-Венгрии, фактически став Главнокомандующим Императорского и Королевского Военно-морского флота Австро-Венгрии. Чин полного адмирала Хаусу был присвоен 1 мая (2 мая?) того же года.
Новый главком флота проявил себя талантливым политиком. Он смог завоевать доверие не только императора, но и наследника престола, что не удавалось его предшественнику; сумел найти общий язык с парламентами и кабинетами министров «двуединой монархии» — Австрии и Венгрии. В мае 1914 года добился выделения из госбюджета специального морского кредита на сумму 426,8 млн крон (по курсу 2004 года — 1,8 млрд евро) на период 1914—1918 годов на строительство 4 дредноутов с 35-см артиллерией главного калибра, 3 лёгких крейсеров и 6 эсминцев.
В 1913—1914 годах в соответствии с приказом Гауса была введена окраска кораблей в серый (шаровый) цвет, получивший от моряков шутливое наименование «Hausian».
В начале Первой мировой войны Гаус принял решение, оцениваемое современниками и историками как серьёзнейшая ошибка. Он распорядился приостановить строительство всех крупных военных кораблей и не закладывать на верфях новые. Большинство высококвалифицированных рабочих и инженеров предприятий судостроительной промышленности были призваны в армию. Вероятно, недооценив серьёзность ситуации, Гаус отсутствовал на своём посту во время кризиса в июле 1914 года. 7 июля 1914 года, когда было принято решение о решительных действиях против Сербии, его замещал Карл Кайлер фон Кальтенфельс. Когда началась мировая война, Гаус был назначен командующим флотом (Flottenkommandant).
Кампания 1914 и начала 1915 годов на Адриатике не изобиловала боями на море. Соединённый флот стран Антанты прилагал усилия, чтобы навязать победное генеральное сражение австро-венгерскому ВМФ, однако последний во главе с адмиралом Гаусом достаточно удачно избегал губительных для себя столкновений с гораздо более сильным противником, блокируя при этом Черногорию и защищая свои берега. Адмирал полагал, что истинное значение его флота зависит от возможностей его функционирования в качестве «флота в ожидании» (англ. fleet in being).
После объявления Италией войны Австро-Венгрии в 1915 году, в ночь с 23 на 24 мая Гаус, с целью ослабить силы противника и захватить инициативу на море, принял решение нанести итальянцам упреждающий удар. Гаус реализовал план, разработанный им до войны ещё в 1910 году.
За 2 часа до официального объявления войны почти весь флот под руководством главкома вышел из Полы и скрытно пересёк море. В 4 часа утра 24 мая корабли начали артиллерийский обстрел порта Анкона и 14 других приморских городов вдоль Адриатического моря, путей сообщения и укреплённых пунктов Италии. Внезапное нападение австро-венгерского флота вынудило итальянское командование к ответным мерам. 26 мая Италия объявила о блокаде морского побережья противника. Попытки итальянцев разрушить железную дорогу, идущую вдоль побережья Далмации, повлекли за собой потери в корабельном составе от атак подводных лодок ВМФ Австро-Венгрии. Лучше подготовленные, имевшие боевой опыт офицеры и матросы адмирала Гауса в боях с итальянским флотом, как правило, становились победителями, хоть и с небольшим, но убедительным счётом. Австро-венгерская разведка успешно использовала в своих целях некоторые стороны итальянского менталитета, в результате чего корабли Королевского военно-морского флота Италии (итал. Regia Marina) взрывались и тонули прямо в своих базах. Даже помощь флотов союзников не привела к исправлению тяжёлого положения.
1 мая 1916 (12 мая 1916?) адмирал Антон Гаус, единственный среди действующих военно-морских офицеров империи, получил высшее признание своих заслуг (в том числе и за гуманное ведение боевых действий) — он был возведён императором Францем-Иосифом I в чин гросс-адмирала (Grossadmiral der Osterreichisch-Ungarichen K.u.K. Kriegsmarine) — высшее военно-морское звание, соответствующее чину генерал-полковника в сухопутной армии.

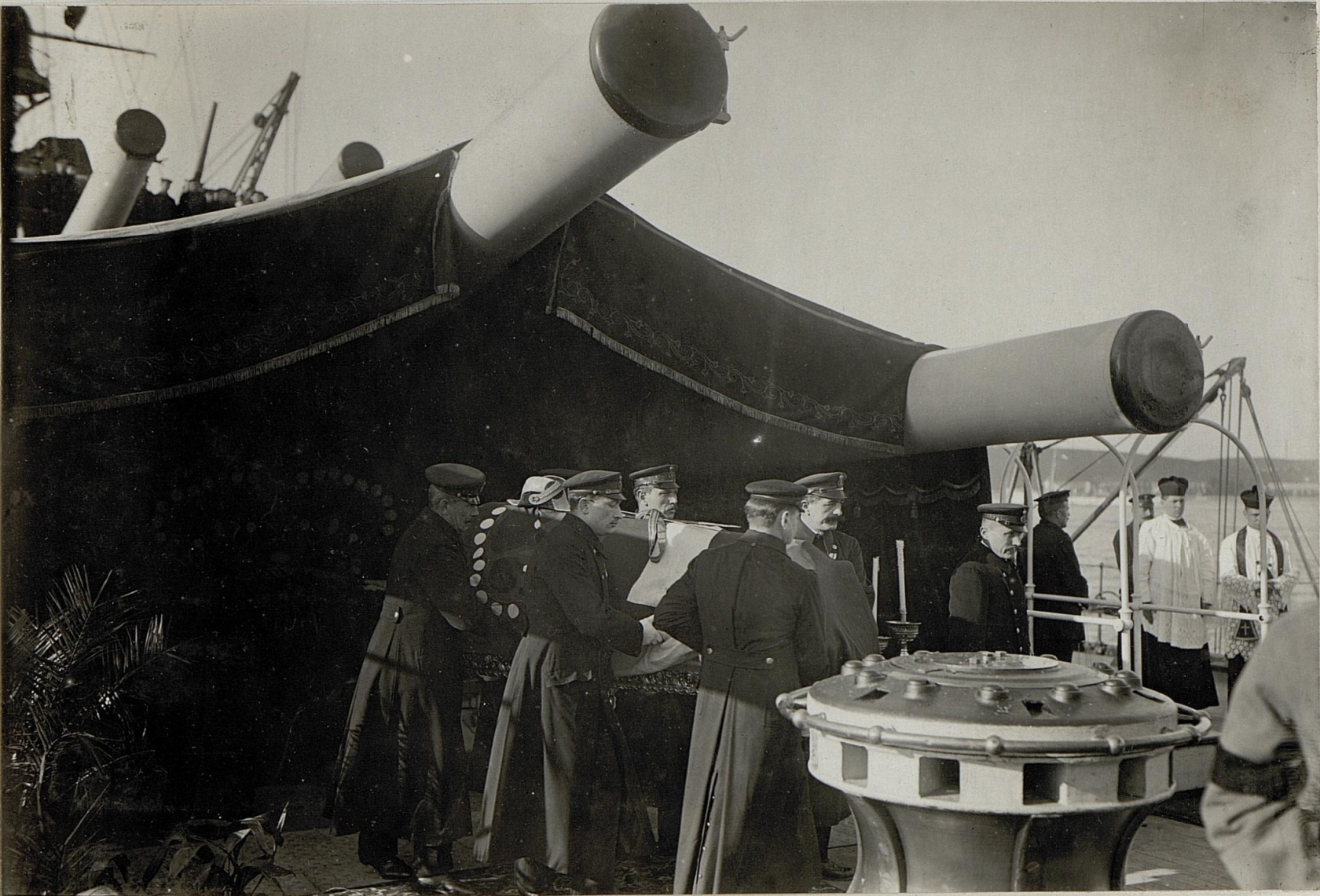
Гроб с телом Гауса доставлен на борту «Viribus Unitis» в Пулу 10.2.1917

Возвращаясь 6 февраля 1917 года после переговоров с немецкими союзниками, Гаус сильно простыл в промёрзшем железнодорожном вагоне и заболел воспалением лёгких. В возрасте 65 лет 8 февраля 1917 года в 1 час 12 минут ночи гросс-адмирал Антон Гаус скончался на борту своего флагмана «Viribus Unitis».
10 февраля гроб с останками Гауса был перегружен на адмиральский катер и во главе с императором Карлом Австрийским совершил траурный объезд кораблей флота. После церемонии Антон Гаус был похоронен на Морском кладбище Пулы. В 1925 году перезахоронен в Вене.
На посту командующего Императорского и Королевского Военно-морского Флота Австро-Венгрии его сменил адмирал Максимилиан Ньегован.
Два с половиной года начального периода Великой войны адмирал Гаус смог выполнять возложенные на него задачи с минимальными потерями моряков и кораблей, объединив людей разных наций в единую общность — Императорский и королевский военно-морской флот Австро-Венгрии.
Мраморный бюст гросс-адмирала Гауса установлен в Военно-историческом музее Вены.
Современная Словения считает его своим национальным героем.